# Караджордже (стадион)
«Караджордже» (серб. Карађорђе) — стадион в сербском городе Нови-Сад. Назван в честь лидера Первого сербского восстания Карагеоргия. Домашний стадион для футбольного клуба «Воеводина».

## История
История стадиона «Караджордже» началась в Нови-Саде в 1924 году, спустя всего 10 лет после основания ФК «Воеводина». Президент клуба инженер Давид Попович, разработал проект строительства стадиона, в котором были только раздевалки и западная трибуна.
Сам Попович пожертвовал материалов на 24000 динар и договорился с местным футбольным клубом «Джуда Маккаби» о совместном строительстве стадиона. В то время за «Воеводину» в основном болели сербы, а за ныне не существующий «Джуда Маккаби» в основном евреи.
Поддержку строительству оказали болельщики обоих клубов, ещё некоторые деньги были собраны благодаря доходам от приездов американских опереттных коллективов «Луизиана» и «Синяя птица».
«Воеводина» и «Джуда Маккаби» получили разрешение на реконструкцию велодрома стоявшего на этом месте с 1888 года и 7 мая 1924 года договорились о строительстве футбольного стадиона. 28 июня он был официально открыт, так как в это время праздновалось 120-летие Первого сербского восстания, стадион назвали в честь его лидера Карагеоргия.
Первая существенная реконструкция на «Караджордже» произошла в 1931 году, единственную западную трибуну покрыли и расширили, вместимость стала около 500 зрителей, другие стороны вокруг поля были огорожены.
В 1941 году в Югославии началась Вторая мировая война, стадион был конфискован у «Воеводины» которой запретили работать. Через год, во время немецкой оккупации, с южной стороны стадиона был построен известный дом, где десятилетия располагались раздевалки и клубные помещения, ставший одним из его символов.
После окончания Второй мировой войны «Воеводина» была возрождена, но стадион не вернули в её собственность, а решением нового коммунистического правительства был переименован в «Градски». По сей день «Караджордже» принадлежит Сербии, а точнее городу Нови-Сад, но на протяжении десятилетий чаще всего «Воеводина» сама проводила реконструкции и ремонты.
Например в 1967 году «Воеводина», на деньги вырученные с трансфера нападающего Сильвестра Такача в французский «Ренн» построила два прожектора. После этого их называли «глазами Такача».
Самое плохое событие на стадионе произошло 16 февраля 1979 года. На Нови-Сад обрушился один из самых разрушительных штормов 20 века, ветер достигал 170 км/ч, сломалась крыша, которую пришлось восстанавливать.
На протяжении многих лет на стадионе часто проводились мелкие реконструкции и ремонты, один из самых значительных произошел в 1991 году, когда было завершено строительство северной трибуны.
В 2004 году вместимость стадиона уменьшили, так как вокруг поля была проложена новая легкоатлетическая дорожка, а также сняли прожекторы, пояснив что скоро будут установлены новые.
После давних просьб болельщиков и по инициативе руководства клуба, власти Нови-Сада 2 апреля 2007 года вернули стадиону название «Караджордже».
В том же году была отремонтирована парадная ложа, оформлен экстерьер западной трибуны, а на северной трибуне установлены стулья.
В 2009 году для юношеского чемпионата Европы по легкой атлетике была отремонтирована и юго-восточная трибуна.
В то же время было установлено первое в Сербии цветное табло размером 41 м², которое стоило 41 миллион динаров.
После семи лет ожидания летом 2011 года «Караджордже» вновь был освещён, были установлены четыре прожектора марки «Philips» мощностью 1700 люкс.
Последний значительный ремонт произошёл в 2013 году, был снесён знаменитый дом, отделявший южную трибуну, которая была полностью отремонтирована, и теперь под ней находится инфраструктура стандарта УЕФА: раздевалки, комната допинг-контроля, пресс-центр, лазарет, комната для переговоров и офисные помещения.

## Матчи сборных
| Дата             |           | Результат |             | Competition                |
| ---------------- | --------- | --------- | ----------- | -------------------------- |
| 21 апреля 1971   | Югославия | 0:1       | Румыния     | Товарищеский               |
| 14 ноября 1979   | Югославия | 5:0       | Кипр        | ЧЕ по футболу 1980 (отбор) |
| 21 ноября 1981   | Югославия | 5:0       | Люксембург  | ЧМ по футболу 1982 (отбор) |
| 20 сентября 1989 | Югославия | 3:0       | Греция      | Товарищеский               |
| 11 сентября 2012 | Сербия    | 6:1       | Уэльс       | ЧМ по футболу 2014 (отбор) |
| 26 марта 2013    | Сербия    | 2:0       | Шотландия   | ЧМ по футболу 2014 (отбор) |
| 11 октября 2013  | Сербия    | 2:0       | Япония      | Товарищеский               |
| 4 сентября 2015  | Сербия    | 2:0       | Армения     | ЧЕ по футболу 1980 (отбор) |
| 31 мая 2016      | Сербия    | 3:1       | Израиль     | Товарищеский               |
| 3 июня 2022      | Беларусь  | 0:1       | Словакия    | ЛН 2022/2023. Лига C       |
| 6 июня 2022      | Беларусь  | 0:0       | Азербайджан | ЛН 2022/2023. Лига C       |
| 10 июня 2022     | Беларусь  | 1:1       | Казахстан   | ЛН 2022/2023. Лига C       |